# Miss BG
A Miss BG kanadai televíziós 3D-s számítógépes animációs sorozat, amelyet Philippe Vidal és Jessie Thompson rendezett. A forgatókönyvet Edward Kay és Christophe Poujol írta, a főszerepben Hannah Endicott Douglas hangja hallható. Kanadában a TVO-KIDS vetítette, Magyarországon pedig a Minimax és az M2 sugározta.

## Ismertető
A főszereplő, Miss BG, aki egy 8 éves kislány. Családjának és barátainak humoros történeteit meséli el.

## Szereplők
- Bella Gloria 'BG' Baxter – A főszereplő, 8 éves kislány, kalandvágyó, és körülötte mindenre kíváncsi, olykor vakmerő dolgokra is képes. Jó vezető a barátai közt, bár olykor kissé parancsolgató tud lenni. Viselkedésében szintén fiús kissé ezért is könnyen szerez barátokat. Legjobb barátai Gad és Alex akikkel sok időt tölt közös faházukban. A ház BG-ék kertjében áll egy hatalmas és öreg fán. Odabent mindig kellemes időt töltenek el, és ami a számukra fontos, hogy ez egy felnőttmentes övezet.
- George Baxter – BG kistestvére aki 3, később 4 éves. Leginkább a hörcsögével játszik, Alberttel, akit Albinak becéz és mindig a fején hord. Nagyon felnéz BG-re, a példaképének tekinti őt, sokszor utánozza és folyton a nyomában van. A kedvenc tévéműsora a 'Hali a hal'.
- Charlotte Baxter – Ő BG és George anyukája. Egy testvére van, Alice. Újságíróként dolgozik és általában otthon írja a cikkeit, emellett ő vezeti a háztartást is, emiatt nem sok ideje van a gyerekekre.
- Jeffrey Baxter – Ő BG és George apukája. Ő a város állatorvosa. BG-nek mindent megenged. A ritka pillanatok egyike, amikor nemet mond a lányának. Szereti édességgel jókedvre deríteni a gyerekeket.
- Brittany-Ann McAdams – BG szomszédja és riválisa. Szemtelen és csinos. Azt gondolja, hogy nagyon különleges, szeret hencegni BG-nek, és a barátainak azokról a legújabb játékokról, amiket a szülei vettek neki. Állandóan a többi gyerek figyelméért versenyez BG-vel. Mivel egyke, szeret BG kistestvérével játszani, ráadásul ezzel BG-t is idegesíthei.
- Gad Mansour – BG és Alex legjobb barátja. Az apukája egy kisbolt tulajdonosa, neki sokat kell segítenie. Az anyukája kiskorában meghalt, így az apukája mellett a nagymamája, Ouma neveli. Nagyon szereti a természettudományokat. Reálisan gondolkodik, mindig jó tanácsokkal látja el BG-t, aki ezeket azonban általában nem fogadja meg.
- Alex – BG és Gad legjobb barátja. A bátyja Robbie, a szülei elváltak. Nagyon szeret sportolni, sokfélét űz, pl: görkorcslyázik, gördeszkázik, focizik. Ha összekülönbözik BG-vel, Gad mindig kibékíti őket.
- Alice néni – Charlotte testvére, így BG és George nagynénje. Nagyon különleges, egyedi ízlése van. Néha ő vigyáz a gyerekekre.
- Terri – Ő a gyerekek bébiszittere és Robbie barátnője. Később a 10-es csatorna gyakornoka.
- Ouma Mansour – Gad nagymamája és a családi kisboltban dolgozik. Van egy kiskertje, amit ő művel. BG sokszor keresi meg őt, hogy jó tanácsot kérjen tőle.
- Billy – Ő a legidősebb az osztályban, így a többieket alacsonyabb rendűnek tartja. Sokszor főnökösködik és parancsolgat. Jól focizik és gördeszkázik. Tetszik neki Britanny-Ann.
- Kayla – Brittany-Ann legjobb barátja. Valójában Brittany-Ann csak kihasználja, ugráltatja. Sokszor fennhéjázóan viselkedik, lenézően BG-vel is. A testvére Billy és a hörcsöge Titus. A két hörcsögöt, Albertet és Titust, néha nehezen tudják megkülönböztetni.
- Ahmed Mansour – Ő Gad apukája. Legtöbbször Mr. Mansour-ként említik. Ő a kisbolt tulajdonosa, nagyon jószívű. Szigorúan, de nagyon jól neveli a fiát. Özvegy.
- Robbie – Ő Alex bátyja és Terri barátja. A moziban és a DVD-kölcsönzőben dolgozik.
- Mrs. Martin – Ő BG osztályfőnöke és az irodalom, földrajz és nyelvtantanára is.
- Mr. Tyrone Grant – Ő az iskola igazgatója és a testnevelés tanár is. A 2. évadban sokkal többet szerepel.
- Mrs. McAdams – Ő Britanny-Ann anyukája, akinek a kislánya a szeme fénye és mindent megad neki. Szeret értesülni a szomszédság híreiről és befolyásával támogatja az iskolát anyagi és kulturális szempontból is.
- Ian – Ő George legjobb barátja, együtt jókat játszanak és sokszor BG agyára mennek.
- Alex apukája

## Magyar hangok
- F. Nagy Erika – Miss BG
- Penke Bence, Boldog Gábor – George
- Molnár Levente – Alex
- Morvay Bence, Bogdán Gergő – Gad
- Dögei Éva – Brittany-Ann
- Oláh Orsolya, Molnár Ilona – Kayla
- Balogh Anikó – Charlotte
- Szatmári Attila – Jeffrey
- Némedi Mari – Ouma Mansour
- Élő Balázs – Mr. Grant
- Dömök Edina – ?
- Gyömöri Viktória – ?
- Ember Márkó – ?
- Tukacs Judit – ?

## Epizódok

### 1. évad
1. BG és a hörcsög
2. BG és az új bébiszitter
3. Alice néni születésnapja
4. Sztár a szomszédban
5. BG és a kígyó
6. BG és a Valentin-nap
7. A három kistestvér
8. A fogadás, az fogadás
9. Az esti parti
10. BG, a bűvész
11. Bulipárbaj
12. Az űrlények támadása
13. A csapat
14. Amnézia
15. A fabunker
16. A hörcsög akció
17. A süti
18. A szökevény majom
19. A lelkiismeret-furdalás
20. A növény
21. A varázsdoboz
22. A játékautó
23. A házi feladat
24. A festmény
25. A 00BG ügynök
26. A nénikém egy sztár!
27. A csodahörcsög
28. A takarítás
29. Titkok
30. George szülinapi bulija
31. BG moziba megy
32. Az ellenőrzőkönyv
33. BG, a hercegnő
34. A gördeszkaverseny
35. A gyerekkori fotók
36. A TV-mizéria
37. A mostohanővér
38. A haditerv
39. A görkori
40. Az elveszett takaró
41. Brittany-Ann naplója
42. Miss Anyu
43. A házi feladat
44. Az utolsó kártya
45. A tökéletes lány
46. Mint két tojás
47. Ígéretek
48. BG a nyomozó
49. A biztonsági rendszer
50. Apai szigor
51. Nehéz döntés
52. A jótékonysági műsor

### 2. évad
1. A fontos tárgy
2. A hullócsillagok
3. A kertészverseny
4. A baleset
5. A medence
6. Titok és barátság
7. Tériszony
8. A legjobb házigazda
9. A baracktorta
10. Az adott szó
11. A fogadalom
12. Panda és pizsama
13. A nadrág
14. BG titokzatos múltja
15. A vulkán
16. A nyereménykalap
17. Az első hó
18. Hószobrok
19. Karácsonyi házikó
20. Életem legszebb Karácsonya
21. A divatbemutató
22. Apu születésnapja
23. A kis zseni
24. George allergiája
25. A családi fénykép
26. George festménye
27. Az ajándékcsere
28. A kedvenc nagynénim
29. A kisállat nem játékszer
30. Félreértés és meglepetés
31. BG, a tanár kedvence
32. Nemek harca
33. Anyák napja
34. A kristálygömb
35. Az erdei szörny
36. BG, a filmsztár
37. BG, az állatorvos
38. A horgásztúra
39. A természetjáró jelvény
40. Elhamarkodott következtetések
41. Alex szemüvege
42. Az én aranyos anyukám
43. A zongoralecke
44. Testvérek
45. BG, a szuper titkárnő
46. Hangya hajsza
47. Csere-bere
48. George játszótársa
49. A pletyka
50. BG, a nagylány
51. Közösségi szellem
52. B G, az asszisztens

### Különkiadások
1. Az Albert-hadművelet – A három kistestvér
2. A fogadás – Ki lesz a sztár?